# أنطون لارسون
أنطون لارسون هو سياسي أمريكي، ولد في 1873، وتوفي في 1965. انتخب عضو مجلس ولاية داكوتا الشمالية ‏ وانتخب عضو مجلس نواب داكوتا الشمالية ‏.